# Thomas Doran
Thomas George Doran (ur. 20 lutego 1936 w Rockford, Illinois, zm. 1 września 2016) – amerykański duchowny katolicki, biskup diecezji Rockford w latach 1994–2012.
Kształcił się w St. James Catholic School, Campion High School, Loras College, a do kapłaństwa przygotowywał się w Seminarium św. Piusa X w Dubuque, Iowa. W roku 1958 został skierowany przez biskupa rodzinnej diecezji na studia do Rzymu. Tam uzyskał licencjat z teologii na Uniwersytecie Gregoriańskim. Święcenia kapłańskie otrzymał w bazylice św. Piotra w Rzymie z rąk bpa Lorasa Lane, ordynariusza Rockford w dniu 20 grudnia 1961 roku. Po powrocie do kraju podjął  pracę duszpasterską, działając jednocześnie w administracji i sądownictwie diecezji. W latach 1975–1978 ponownie kształcił się w Rzymie. Tym razem powrócił z doktoratem z prawa kanonicznego. W kolejnych latach służył jako kanclerz, wikariusz sądowy i ds. wychowania katolickiego, a także jako proboszcz katedry św. Piotra w Rockford. Od roku 1986 pracował w Rocie Rzymskiej jako audytor.
19 kwietnia 1994 roku otrzymał nominację na biskupa rodzinnej diecezji Rockford. Sakry udzielił mu ówczesny metropolita Chicago kardynał Joseph Bernardin. Jako pasterz diecezji, stał się duchowym przywódcą prawie półmilionowej społeczności katolików w północno-zachodniej części stanu Illinois. Od roku 2000 jest członkiem Najwyższego Trybunału Sygnatury Apostolskiej, a także Kongregacji ds. Duchowieństwa.
Bp Doran jest jednym z bardziej konserwatywnych amerykańskich hierarchów. Był jednym z pierwszych zwolenników mszy trydenckiej w amerykańskim episkopacie i jeszcze przed wydaniem Summorum Pontificum chętnie wydawał indulty na sprawowanie mszy w dawnym rycie. Jest też zdecydowanym przeciwnikiem aborcji, a w roku 2009 wyraził "głębokie zaniepokojenie i oburzenie" na decyzję Uniwersytetu Notre Dame, która przyznała tytuł doktora honoris causa prezydentowi Barackowi Obamie. Sugerował nawet, by uczelnia zmieniła nazwę z katolickiej na świecką.
Na internetowej stronie diecezji można obejrzeć codzienne 30-sekundowe refleksje biskupa na temat fragmentów ewangelii z danego dnia. 20 lutego 2011 roku ukończył 75 lat i złożył rezygnację na ręce papieża. Została ona przyjęta 20 marca 2012, a jego następcą został dotychczasowy kapłan archidiecezji Milwaukee David Malloy.
Zmarł 1 września 2016.